# Professor Sprenger
|  | Dieser Artikel wurde aufgrund von formalen oder inhaltlichen Mängeln in der Qualitätssicherung Biologie zur Verbesserung eingetragen. Dies geschieht, um die Qualität der Biologie-Artikel auf ein akzeptables Niveau zu bringen. Bitte hilf mit, diesen Artikel zu verbessern! Artikel, die nicht signifikant verbessert werden, können gegebenenfalls gelöscht werden. Lies dazu auch die näheren Informationen in den Mindestanforderungen an Biologie-Artikel. |

Professor Sprenger ist eine Sorte des Zierapfels (Malus ×zumi). Sie ist nach Albrecht Marinus Sprenger, dem ehemaligen Leiter des Instituts für Gartenbau in Wageningen benannt.
Die Sorte ist starkwüchsig und produziert kleine, kugelige orangegelbe Früchte. Sie hat praktisch keine Schorf- und Mehltauanfälligkeit. Professor Sprenger wird oft als Bestäuberbaum gepflanzt.